# Бородай, Василий Захарович
Васи́лий Заха́рович Борода́й (укр. Василь Захарович Бородай; 18 августа 1917, Днепропетровск, украинский скульптор, педагог. Народный художник СССР (1977). Лауреат Ленинской премии (1984).

## Биография
Родился 5 (18) августа 1917 года в Екатеринославе (ныне Днепр, Украина).
Участник войны. Командовал ротой разведчиков, награждён боевыми наградами. Гвардии старший лейтенант.
В 1953 году окончил Киевский государственный художественный институт (ныне Национальная академия изобразительного искусства и архитектуры), мастерская М. Г. Лысенко.
Автор обобщённых по форме портретов (например, портрет П. Г. Тычины, 1963). Один из авторов здания Украинского музея истории Великой Отечественной войны 1941—1945 годов в Киеве (1981, современный Музей истории Украины во Второй мировой войне). Создатель Памятника основателям Киева Кию, Щеку, Хориву и сестре их Лыбеди над Днепром, а также множества других скульптур.
В 1966—1973 годах — ректор Киевского государственного художественного института. Руководитель творческой мастерской скульптуры АХ СССР в Киеве. Профессор с 1971 года.
Оказывал покровительство оставшемуся сиротой сыну покойного товарища по работе и соседа по дому Владимира Николаевича Костецкого Александру (1954—2010), когда того не хотели принимать в художественный институт из-за тогдашней идеологической «борьбы с потомственностью», позднее при приеме Александра в союз художников.
Академик АХ СССР (1973; член-корреспондент 1967). Действительный член Академии искусств Украины (1997). Член ВКП(б) с 1945 года. В 1968—1982 годах — председатель правления Союза художников Украинской ССР.
Скончался 19 апреля 2010 года в Киеве. Похоронен на Байковом кладбище.

## Награды и звания
- Заслуженный деятель искусств Украинской ССР (1960)
- Народный художник Украинской ССР (1964)
- Народный художник СССР (1977)
- Ленинская премия (1984) — за мемориальный комплекс в Киеве «Украинский государственный музей истории Великой Отечественной войны 1941—1945 гг.» (участие в создании и руководство творческим коллективом)
- Государственная премия Украинской ССР им. Т. Шевченко (1968)
- Орден Ленина
- Орден Трудового Красного Знамени
- Орден Дружбы народов
- Орден Отечественной войны I степени
- Орден Отечественной войны II степени
- Орден Красной Звезды
- Орден Богдана Хмельницкого III степени
- Орден «За заслуги» III степени (1997)[2]
- Орден князя Ярослава Мудрого V степени (2007)[3]
- Серебряная медаль АХ СССР (1965) — за скульптурную композицию из серии «По Египту» (1961—1964).
- Золотая медаль имени М. Б. Грекова (1969) — за памятник партизанам-ковпаковцам в Яремче Ивано-Франковской области (1967)

## Среди основных работ
- мемориальный комплекс в Киеве «Украинский государственный музей истории Великой Отечественной войны 1941—1945 гг.» (1984)
- памятники Н. А. Щорсу (1954 - демонтирован 2023, Киев, соавторы М. Г. Лысенко, Н. М. Суходолов, архитекторы А. В. Власов, А. И. Заваров), Лесе Украинке (1965, Киев), чекистам (архитектор А. Ф. Игнащенко, 1967 - демонтирован 2016, Киев)
- памятники-бюсты Ю. Словацкому (1969, Кременец, Украина), Т. Г. Шевченко (1970, Арроу-Парк, близ Нью-Йорка, США)
- монумент в честь Великой Октябрьской социалистической революции (1965—1977, Киев, соавторы В. И. Зноба, И. С. Зноба, А. И. Малиновский, Н. М. Скибицкий)
- станковые композиции «Юность» (1951), «Земля моя» (1957), «Уходили комсомольцы» (1957), «Бандурист» (1961), «Цветущая Советская Украина» (1973), «Памяти товарища» (1973—1974), «Вечная слава героям» (1975), «Четырежды Герой Советского Союза Маршал Советского Союза Г. Жуков» (1975), «Мать» (1984—1985),
- портретная галерея современников: писателей П. Панча (I960), П. Тычины (1963), композитора Л. Ревуцкого (1963, 1971), архитектора Е. Катонина (1972), художников В. Касияна (1973), Т. Яблонской (1974).